# ميته كريمنيتس
ميته كريمنيتس Mite Kremnitz (ولدت في 2 يناير 1852 في غرايفسفالت - وماتت في 18 يوليو 1916 في برلين) هي أديبة ألمانية. 

## حياتها
كريمنيتس هي ابنة الجراح الشهير هاينريش أدولف فون بارديليبن. وقد نشأت في غرايفسفالت ولندن وبرلين. تزوجت الطبيب فيلهلم كريمنيتس وانتقلت معه في عام 1875 إلى بوخارست. وأنجبت منه طفلين.
وفي رومانيا توثقت الصداقة بينها وبين الملكة إليزابيت التي كانت تنشر كتاباتها تحت اسم مستعار هو كارمن سيلفا, وقد عينتها رسميا في عام 1881 وصيفة في القصر وقارئة. وقد أصدرتها معا عدة أعمال تحت اسم مستعار هو ديتو وإيدم „Dito und Idem“. وبدأت تكتب منذ عام 1890 تحت اسم شهرتها ميته كريمنيتس.
وبعد موت زوجها عام 1897 عادت كريمنيتس إلى برلين.
من أقوالها : ’’تعرفت كارمن سيلفا على ابنة طبيب ألماني في بوخارست. عينت ميته كريمنيتس رسميا قارئة للملكة العاطفية. وقد صدرت الأعمال المشتركة لكلتا المرأتين الغير متساويتن تحت اسم مستعار هو ديتو وإيدم. وبينما كانت ميته كريمنيتس منفتحة على التيارات الأدبية الجديدة كالواقعية والطبيعية, كانت كارمن سيلفا تحتقر الاتجاهات الحديثة في الأدب والفن. وقد أدى هذا الاختلاف إلى القطيعة بين المرأتين.

## من أعمالها
- هروب الحب (أقاصيص 1881)
- صور قصصية رومانية جديدة 1881
- حكايات خرافية رومانية 1882
- من المجتمع الروماني (روايتان 1882)
- الطفل الأمير (رواية 1883)
- المهاجرة (رواية 1890)
- رسالته (أقاصيص 1896)
- السيد الرضيع (قصة للأطفال 1901)
- الرجل والمراة (أقاصيص 1902)
- فاطوم (قصص 1903)
- الملك كارول ملك رومانيا (صورة حياة 1903)
- كارمن سيلفا (سيرة 1903)
- حق الأم (أقاصيص 1906)
- امرأة لا حول لها (رواية 1907)
- ما يسميه العالم إثما 1907
- الشريط الأحمر (قصة حب 1908)
- أهذا هو الحب؟ (رواية 1909)

أعمالها مع كارمن سيلفا 
- من عالمين (رواية رسائل 1884)
- أسترا (رواية رسائل 1886)
- أنا بولاين (مأساة تاريخية 1886)
- في الضلال (أقاصيص 1888)
- الانتقام وأقاصيص أخرى 1888